# تيري مور (ممثلة)
تيري مور (بالإنجليزية: Terry Moore)‏ هي عارضة وممثلة أمريكية، ولدت في 7 يناير 1929 بلوس أنجلوس في الولايات المتحدة. بدأت مشوارها المهني سنة 1940.

## أعمال

### أفلام
- (1944) القلق[4]
- (1944) منذ أن رحلت
- (1952) عودي يا ليتل شيبا
- (1957) موضع بايتون

## ترشيحات
- جائزة الأوسكار لأفضل ممثلة مساعدة، عن عمل: عودي يا ليتل شيبا (1952)

## وصلات خارجية
- تيري مور على موقع IMDb (الإنجليزية)
- تيري مور على موقع ألو سيني (الفرنسية)
- تيري مور على موقع تيرنر كلاسيك موفيز (الإنجليزية)
- تيري مور على موقع أول موفي (الإنجليزية)
- تيري مور على موقع قاعدة بيانات الأفلام السويدية (السويدية)
- تيري مور على موقع إن إن دي بي (الإنجليزية)
- تيري مور على موقع قاعدة بيانات الفيلم (الإنجليزية)
- تيري مور على موقع كينوبويسك (الروسية)